# Kanton Vertou
Vertou is een kanton van het Franse departement Loire-Atlantique. Het kanton maakt deel uit van het arrondissement Nantes.

## Gemeenten
Het kanton Vertou omvatte tot 2014 de volgende 2 gemeenten:
- Les Sorinières
- Vertou (hoofdplaats)

Bij de herindeling van de kantons door toepassing van het decreet van 25 februari 2014, met uitwerking op 22 maart 2015, werden daar volgende 3 gemeenten aan toegevoegd : 
- Château-Thébaud
- La Haie-Fouassière
- Saint-Fiacre-sur-Maine